# Clavularia diademata
Clavularia diademata is een zachte koraalsoort uit de familie Clavulariidae. De koraalsoort komt uit het geslacht Clavularia. Clavularia diademata werd in 1939 voor het eerst wetenschappelijk beschreven door Broch. 